# Лаврушин Володимир Федорович
Лавру́шин Володи́мир Фе́дорович (нар. 28 травня 1912, Харків — пом. 2 березня 2003, Харків) — український хімік-органік, ректор Харківського державного університету у 1960—1966 роках, Почесний професор Манчестерського університету.

## Біографія

Могила на Другому міському кладовищі Харкова

Володимир Лаврушин народився у 28 травня у Харкові. Закінчив школу фабрично-заводського навчання і згодом працював на взуттєвій фабриці ім. Профінтерну. Паралельно він також здобував додаткову освіту — відвідував підготовчі курси при Харківському науковому товаристві. У 1930 році поступив на хімічний факультет Харківського інституту народної освіти (пізніше його буде перейменовано у Харківський державний університет). Закінчивши його у 1935, він вступив до аспірантури Інституту хімії при ХДУ. Окрім цього він вів викладацьку діяльність: з 1936 року був асистентом у Хіміко-технологічному інституті, з 1938 — асистентом в Інституті радянської торгівлі, а з 1939 — старшим викладачем в Інтендантській Академії Червоної Армії. До початку Німецько-радянської війни, у червні 1941 року, він захистив свою кандидатську дисертацію під керівництвом професора М. Валяшка.
В лавах радянської армії Лаврушин брав участь у боях за Сталінград, у визволенні Донбасу і Криму. Закінчив війну у званні інженера-майора, був нагороджений орденами Червоної Зірки і Вітчизняної війни II ступеня. У складі Надзвичайної комісії брав участь у розслідуваннях військових злочинів у концтаборі Освенцим.
Після демобілізації в 1945 році Володимир Лаврушин відновлює викладацьку діяльність: спочатку як доцент у Харківському політехнічному інституті, а з 1953 — на посаді завідувача кафедрою технічної хімії ХДУ. У 1959 році він захистив докторську дисертацію і був призначений проректором з наукової роботи, а у 1960—1966 роках обіймав посаду ректора університету. За час головування Лаврушина в університеті була створена низка нових факультетів: механіко-математичний, фізичний, фізико-технічний, факультети іноземних мов і підготовки іноземних студентів. Соціальне життя студентства покращувалося завдяки відкриттю нових гуртожитків, спортивно-оздоровчої бази «Фігуровка» тощо.
З 1959 по 1990 рік він був завідувачем кафедри органічної хімії, а до квітня 2002 — також і провідним науковим співробітником Науково-дослідного інституту хімії при університеті.

## Наукова діяльність
Перша наукова стаття Володимира Лаврушина була присвячена синтезу гіпнотиків, яку він написав разом із Юрієм Габелем і Т. Збаровським у 1938 році. Відтоді він почав займатися спектральними методами досліджень органічних сполук і до 1960-х зумів створити передову фізико-хімічну лабораторію.
Його докторська робота, присвячена дослідженню галохромних властивостей ди-, три- і тетраарилметанів, викликала значний резонанс у наукових колах, оскільки в ній вперше вивчалися процеси розщеплення зв'язків C—C під дією кислот. На знак визнання його робіт, у 1966 році Лаврушину надали звання Почесного професора Манчестерського університету (Велика Британія). Окрім цього він був нагороджений орденом «Знак Пошани» (1953) і орденом Леніна (1961). У 1979 році отримав звання Заслужений діяч науки УРСР.
Володимир Лаврушин є автором понад 400 наукових робіт, під його керівництвом захищено понад 60 кандидатських і 4 докторських дисертації.